# San José (Miranda)
Pour les articles homonymes, voir San José.
San José est l'une des six paroisses civiles de la municipalité de Miranda dans l'État de Zulia au Venezuela. Sa capitale est Sabaneta de Palmas.